# Emphusis agnatus
Emphusis agnatus är en insektsart som beskrevs av William Lucas Distant. Emphusis agnatus ingår i släktet Emphusis och familjen hornstritar. Inga underarter finns listade i Catalogue of Life.